# This Crazy Life
This Crazy Life è l'album di debutto della cantante pop-rock Joanna Pacitti, meglio conosciuta semplicemente come Joanna.
L'album è stato pubblicato nell'agosto del 2006 e da questo sono stati estratti due singoli: Let It Slide e Screaming Infidelities; inoltre Ultraviolet, altra canzone dell'album, è stata inserita nella compilation Girl Next ed è stata anche la colonna sonora del film La mia vita è un disastro.

## Tracce
1. "Let It Slide" (Alain Bertoni; Christian Hamm; Laura Zonka) 4:14
2. "Ultraviolet" (Anne Preven; Scott Cutler) 3:46
3. "Broken" (Anthony Mazza; Joanna Pacitti; Stefanie Ridel) 3:16
4. "Screaming Infidelities" (Chris Carrabba) 4:06
5. "4th of July" (Joanna Pacitti; Renee Sandstrom; Fergie; Stefanie Ridel; Stephan Moccio) 4:33
6. "Tip Toe" (Dave Bassett; Joanna Pacitti) 4:09
7. "Drifter" (Anthoniy Mazza; Joanna Pacitti; Stefanie Ridel) 3:26
8. "This Crazy Life" (Eric Rosse; Joanna Pacitti; Nathan Crow) 3:56
9. "Just When You're Leaving" (Jimmy Harry; Joanna Pacitti) 3:26
10. "Let Go" (Anthony Mazza; Joanna Pacitti; Ron Harris; Stephanie Ridel) 3:49
11. "Your Obsession" (Diane Warren) 3:49
12. "Miracle" (Linda Perry) 3:57
13. "Don't Trip on Your Way Out"(iTunes Bonus Track) (Evan Brubaker; Mathew Wilder; Sean Siner; Skip Peri) 3:31